# Rudine (Republika Serbska)
Rudine (cyr. Рудине) – wieś w Bośni i Hercegowinie, w Republice Serbskiej, w mieście Sarajewo Wschodnie, w gminie Sokolac. W 2013 roku liczyła 15 mieszkańców.